# Hopea gregaria
Espèce
Classification phylogénétique
Statut de conservation UICN

 EN A1cd+2cd : En danger
Hopea gregaria est une espèce de plantes à fleurs de la famille des Dipterocarpaceae C'est un arbre tropical pouvant atteindre jusqu'à 35 m de haut.

## Répartition
Il est endémique en Indonésie.